# Dendrophthora tenuis
Dendrophthora tenuis är en sandelträdsväxtart som beskrevs av Kuijt. Dendrophthora tenuis ingår i släktet Dendrophthora och familjen sandelträdsväxter. Inga underarter finns listade i Catalogue of Life.